# Le Château des cœurs
Le Château des cœurs est une pièce de théâtre sous forme de féerie de Gustave Flaubert, publiée en 1880 dans la revue La Vie moderne sous la direction d'Émile Bergerat.

## Historique
Le jour où il y met le point final, le 26 octobre 1863, Flaubert écrit à son amie Amélie Bosquet : « J’ai fini aujourd’hui tant bien que mal le Château des cœurs. J’en suis honteux, cela me semble immonde, c’est-à-dire léger, petiot. Le manque absolu de distinction, chose indispensable à la scène, est peut-être la cause de cette lamentable impression. La pièce n’est pas mal faite, mais comme c’est vide ! Tout cela ne m’ôte nullement l’espoir de la réussite ; au contraire, c’est une raison pour y croire. Mais je suis humilié intérieurement : j’ai fait quelque chose de médiocre, d’inférieur ». Jugement nuancé quelques jours plus tard, dans une lettre du 3 novembre à Jules Duplan : « Mais je crois la chose amusante. J’ai expédié ces 175 pages en deux mois et demi, c’est assez joli pour moi ; et note que j’ai recommencé deux fois le dénouement qui est tout autre que dans le plan primitif ». Fin novembre, le sentiment de déchoir par cette pièce, et son désir de se remettre à écrire un grand roman, s'expriment encore dans une lettre de Flaubert à sa nièce Caroline. Ce sera L'Éducation sentimentale, commencée en septembre 1864.